# Emergence (singolo)
Emergence è un singolo del gruppo musicale britannico Sleep Token, pubblicato il 13 marzo 2025 come primo estratto dal quarto album in studio Even in Arcadia.

## Descrizione
Il brano presenta il tipico stile alternative metal che da sempre caratterizza il gruppo, con riff di chitarra di ispirazione djent e una struttura musicale inizialmente più melodica e dominata dalle tastiere che sfocia successivamente verso una sezione trap/pop e un breakdown djent, con un finale dominato da un assolo di sassofono.

## Tracce
Testi di Vessel1, musiche di Vessel1 e Vessel2.
Streaming
1. Emergence – 6:26

7"
- Lato A

1. Emergence – 6:26

- Lato B

1. ____ __ _______ – 2:48 – brano senza titolo ma indicato in tale maniera sul sito del gruppo[3]

## Formazione
Gruppo
- Vessel1 – voce, chitarra, basso, tastiera, programmazione
- Vessel2 – batteria

Altri musicisti
- Gabi Rose – sassofono

Produzione
- Carl Bown – produzione, ingegneria del suono, missaggio
- Jim Pinder – ingegneria del suono
- Adam "Nolly" Getgood – produzione aggiuntiva
- Sebastian Sendon – ingegneria del suono aggiuntiva, montaggio batteria
- Ste Kerry – mastering

## Classifiche
| Classifica (2025)          | Posizione massima |
| -------------------------- | ----------------- |
| Australia                  | 38                |
| Canada                     | 78                |
| Regno Unito                | 17                |
| Regno Unito (rock & metal) | 1                 |
| Stati Uniti                | 57                |